# Faleloa
Faleloa es una localidad del distrito de Foa, en Tonga. Tiene una población de 334 habitantes en 2021.